# 板鼻宿

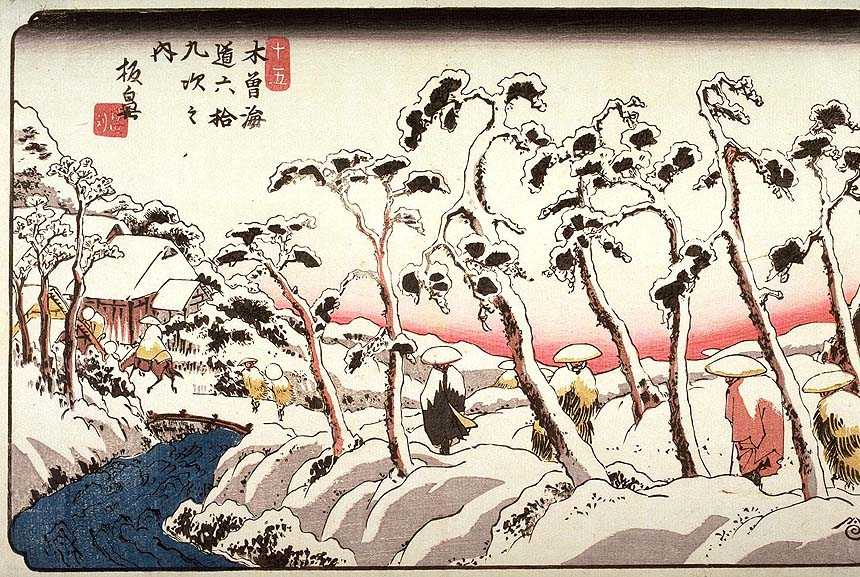
木曽海道六十九次内板鼻　渓斎英泉画。

板鼻宿（いたはなしゅく）は、中山道六十九次（木曽街道六十九次）のうち江戸から数えて14番目の宿場。現在の群馬県安中市板鼻に位置する。

## 概要
日本橋より28里25町40間（112.7km）、京より107里7町20間。天保14年（1843年）の調査によると、人口1,422人、総軒数312軒、本陣1軒、脇本陣1軒、旅籠54軒であったという。碓氷川の川止めが多く、中山道上州七宿の中では最大級の宿場であり、かつ旅籠の数50軒を数えるのは板鼻宿より京方面では塩尻宿以外にない。
江戸時代初期には板鼻藩が置かれたが、寛延2年（1749年）以降は天領となり代官支配となった。

## 本陣・脇本陣・問屋
板鼻宿本陣・木島家は奥州藤原氏の流れをくむとされ、伊勢御師かつ名主を務めた。屋敷は現在の板鼻公民館の位置にあり、間口15間半、奥行30間で地坪465坪、建坪99坪というものであった。孝明天皇皇女和宮が江戸へ下向した際は、文久元年（1861年）11月10日に木島家に宿泊し、その書院が復元されている。書院裏には和宮の初潮のものを埋めたという伝承のある石祠がある。
脇本陣・福田家は倉賀野十六騎の一人で守護上杉氏の被官だったとされ、屋敷は間口16間、奥行31間半で地坪504坪であった。
板鼻宿には問屋場が2箇所設けられ、月の前半と後半で分かれて2家が交替で務めた。寛政・享和の頃（18世紀末から19世紀初頭）は本陣・本家木島と分家福田が務めたが、弘化2年（1845年）より本家木島に替わり脇本陣本家福田が問屋となり、さらに元治元年（1864年）に分家木島が分家福田と隔月交替で務める形で問屋に加わった。

## 碓氷川の渡し
板鼻宿の南西には碓氷川が流れ、江戸時代前半は橋が架けられなかったため、対岸の中宿に渡るには人足の肩や人足の担ぐ輦台に乗っていく必要があった（川越制度）。
碓氷川に土橋が架けられたのは延享4年（1747年）のことで、当初は10月から翌年3月までのみの利用だったが、ほどなく年間を通して土橋を利用できるようになった。とはいえ土橋が洪水で落橋すれば板鼻宿など近隣集落が人足を出して川越を行う必要があった。

## 隣の宿
中山道
高崎宿 - 板鼻宿 - 安中宿

## 最寄り駅
- 東日本旅客鉄道（JR東日本）信越本線 安中駅